# Reostato

Simbolo del reostato

Il reostato è un resistore a resistenza variabile. Nella pratica si chiamano reostati i resistori variabili di dimensioni tali da poter dissipare in calore una potenza elettrica non trascurabile. I resistori variabili di piccola potenza sono normalmente realizzati utilizzando due dei tre terminali di un potenziometro: quello centrale e uno dei due estremi. Differentemente dal potenziometro il reostato è quindi un componente a due terminali (bipolo).

## Utilizzo

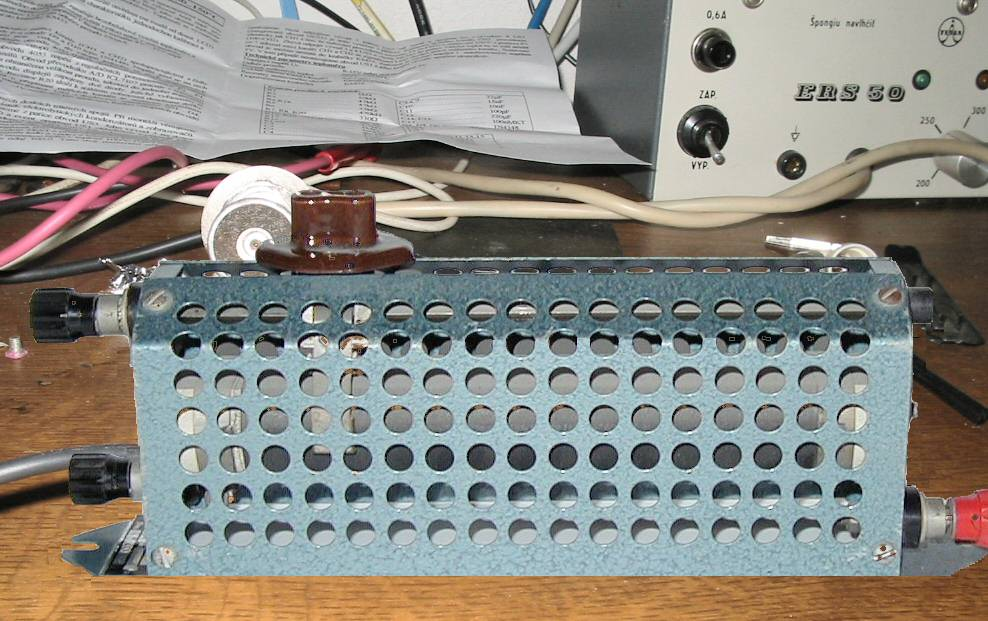
Reostato/potenziometro lineare

Prima della diffusione dei varialuce a basso costo basati su dispositivi a stato solido come SCR e triac, i reostati erano comunemente usati per attenuare la luminosità delle lampade a incandescenza. Il difetto principale dei reostati in quest'uso era la grande quantità di potenza che veniva trasformata dal reostato in calore per effetto Joule. Tale potenza non solo causava un dispendio di energia elettrica aggiuntivo a quello necessario per l'illuminazione, ma richiedeva che il reostato fosse di dimensioni e materiali tali da poter dissipare il calore senza bruciarsi, rendendolo un dispositivo ingombrante e costoso.
L'attenuazione della luminosità delle lampade non era l'unico uso dei reostati, che venivano più generalmente usati per ridurre la potenza disponibile a un carico elettrico in maniera facilmente variabile.
In ferrovia un tempo erano in uso i reostati a liquido, consistenti in un bagno di acqua e sale in cui erano immersi due elettrodi. Questo tipo di reostato veniva utilizzato sulle macchine trifasi delle FS tranne le E.331 e le E.332 su cui era montato un reostato metallico.